# Protocole de Montréal
Pour les articles homonymes, voir Montréal (homonymie) et Protocole.
Convention de Vienne (1985) Protocole de Copenhague (1992)
Le protocole de Montréal est un accord multilatéral international sur l'environnement qui fait suite à la convention de Vienne sur la protection de la couche d'ozone adoptée le 22 mars 1985. Il a pour objectif de réduire et à terme d'éliminer complètement les substances qui réduisent la couche d'ozone. Il a été signé par 24 pays et par la Communauté économique européenne le 16 septembre 1987 dans la ville de Montréal, au Canada, et est entré en vigueur le 1er janvier 1989.
Les deux traités sur l'ozone ont été ratifiés par 197 parties (196 États et l'Union européenne), ce qui en fait les premiers traités universellement ratifiés dans l'histoire des Nations unies.

## Genèse

### Problème de l'amincissement de la couche d'ozone
En 1928, l'industrie chimique découvre les chlorofluorocarbures (CFC) via les travaux menés par General Motors, Du Pont et Frigidaire. Le Freon-11 (CFC-11) est alors un produit très utilisé dans l'industrie du froid. Quarante-cinq ans plus tard, dans un article publié dans le Canadian Journal of Chemistry , les scientifiques Stolarski et Cicerone soulevèrent l'idée que le chlore pourrait être néfaste sur la couche d'ozone. Parallèlement, à l'université de Californie, les chercheurs Molina et Rowland affirment que la longévité des CFC est susceptible d'endommager de manière importante la couche d'ozone. Ces derniers reçoivent le prix Nobel de chimie en 1995. Mais en l'absence de certitude scientifique liant les CFC au problème de l'amincissement de la couche d'ozone, la production mondiale de CFC continua d'augmenter jusqu'en 1975, avec environ 800 000 tonnes produits. Les principaux producteurs de CFC de l'époque sont les États-Unis, l'Europe, l'URSS et le Japon.
| Année | États-Unis | CEE       | Autre     |
| ----- | ---------- | --------- | --------- |
| 1974  | 46 %       | 38 %      | 16 %      |
| 1976  | 40 %       | 43 %      | 17 %      |
| 1985  | 28 %       | 45 %      | 34 %      |
| 1986  | 30 %       | 43 à 45 % | 22 à 25 % |

Au cours des années 1980, un rapport scientifique résulte du traité sur l'Antarctique par lequel une importante quantité de données furent collectées. Le gouvernement américain interdit en 1978 la production des aérosols propulsés par CFC.
En 1981, le Programme des Nations unies pour l’environnement (PNUE) lance un processus de négociation, malgré l'absence de consensus sur l'importance du problème et ses possibles solutions. Les sociétés privées productrices de CFC mettent en œuvre d'importantes pressions économiques et commerciales à cet effet (Atochem en France, Imperial Chemicals Industries du Royaume-Uni, Montefluos d'Italie et Hoechts d'Allemagne).
Cependant, la découverte d'un trou dans la couche d'ozone au-dessus de l'Antarctique en mai 1985 par l’Institut Godard de la NASA accélère le processus de négociation et donne lieu à l’adoption, en 1987, du protocole de Montréal.

#### Convention de Vienne sur la protection de la couche d'ozone
Conclue le 22 mars 1985 et entrée en vigueur le 22 septembre 1988, son préambule reconnait les dangers néfastes pour la santé humaine que représente une diminution de la taille de la couche d'ozone et la nécessité d'établir une coopération internationale. Sans créer quelconque obligation contraignante de réduction ou d'élimination des substances, les parties identifient un certain nombre de substances toxiques, dont les dérivés du carbone, de l'azote, du chlore et du brome. De plus, une résolution fixant à 1987 l'adoption d'un protocole afin d'établir des obligations contraignantes de réduction des substances appauvrissant la couche d'ozone (SACO) est adoptée. Des négociations informelles ont alors lieu à Genève et Vienne avant de se terminer à Montréal en septembre 1987.

## Article 5 - Classification des parties

### Parties visées à l'article 5
Le protocole de Montréal discrimine les pays en adoptant la mention « pays visés par l'article 5 », de ceux « non-visés par l'article 5 ». Pour être un pays de l'article 5, l'État doit être une « Partie qui est un pays en développement et dont le niveau calculé annuel de consommation des substances réglementées de l'annexe A est inférieur à 0,3 kg par habitant à la date d'entrée en vigueur du Protocole en ce qui la concerne ».
| Pays                                       | Signature         | Date de ratification | Type de ratification |
| ------------------------------------------ | ----------------- | -------------------- | -------------------- |
| Afghanistan                                |                   | 17 juin 2004         | Adhésion             |
| Albanie                                    |                   | 8 octobre 1999       | Adhésion             |
| Algérie                                    |                   | 20 octobre 1992      | Adhésion             |
| Angola                                     |                   | 17 mai 2000          | Adhésion             |
| Antigua-et-Barbuda                         |                   | 3 décembre 1992      | Adhésion             |
| Argentine                                  | 29 juin 1988      | 18 septembre 1990    |                      |
| Arménie                                    |                   | 1er octobre 1999     | Adhésion             |
| Bahamas                                    |                   | 4 mai 1993           | Adhésion             |
| Bahrein                                    |                   | 27 avril 1990        | Adhésion             |
| Bangladesh                                 |                   | 2 août 1990          | Adhésion             |
| Barbade                                    |                   | 16 octobre 1992      | Adhésion             |
| Bélize                                     |                   | 9 janvier 1998       | Adhésion             |
| Bénin                                      |                   | 1er juillet 1993     | Adhésion             |
| Bhoutan                                    |                   | 23 août 2004         | Adhésion             |
| Bolivie                                    |                   | 3 octobre 1994       | Adhésion             |
| Bosnie-Herzégovine                         |                   | 1er septembre 1993   | Succession           |
| Botswana                                   |                   | 4 décembre 1991      | Adhésion             |
| Brésil                                     |                   | 19 mars 1990         | Adhésion             |
| Brunei Darussalam                          |                   | 27 mai 1993          | Adhésion             |
| Burkina Faso                               | 14 septembre 1988 | 20 juillet 1989      |                      |
| Burundi                                    |                   | 6 janvier 1997       | Adhésion             |
| Cape Vert                                  |                   | 31 juillet 2001      | Adhésion             |
| Cambodge                                   |                   | 27 juin 2001         | Adhésion             |
| Cameroun                                   |                   | 30 août 1989         | Adhésion             |
| République centrafricaine                  |                   | 29 mars 1993         | Adhésion             |
| Tchad                                      |                   | 7 juin 1994          |                      |
| Chili                                      | 14 juin 1988      | 26 mars 1990         |                      |
| Chine,                                     |                   | 14 juin 1991         |                      |
| Colombie                                   |                   | 6 décembre 1993      | Adhésion             |
| Comores                                    |                   | 31 octobre 1994      | Adhésion             |
| Congo                                      |                   | 30 juillet 1991      | Adhésion             |
| Iles Cook                                  |                   | 22 décembre 2003     | Adhésion             |
| Costa Rica                                 |                   | 30 juillet 1991      | Adhésion             |
| Cuba                                       |                   | 14 juillet 1992      | Adhésion             |
| Côte d'Ivoire                              |                   | 5 avril 1993         | Adhésion             |
| République populaire démocratique de Corée |                   | 24 janvier           | Adhésion             |
| République démocratique du Congo           |                   | 3 novembre 1994      | Adhésion             |
| Djibouti                                   |                   | 30 juillet 1999      | Adhésion             |
| Dominique                                  |                   | 31 mars 1993         | Adhésion             |
| République dominicaine                     |                   | 18 mai 1993          | Adhésion             |
| Équateur                                   |                   | 30 avril 1990        | Adhésion             |
| Égypte                                     | 16 septembre 1987 | 2 août 1998          |                      |
| El Salvador                                |                   | 2 octobre 1992       | Adhésion             |
| Guinée équatoriale                         |                   | 6 septembre 2006     |                      |
| Érythrée                                   |                   | 10 mars 2005         | Adhésion             |
| Eswatini                                   |                   | 10 novembre 1992     | Adhésion             |
| Éthiopie                                   |                   | 11 octobre 1994      | Adhésion             |
| Fidji                                      |                   | 23 octobre 1989      | Adhésion             |
| Gabon                                      |                   | 9 février 1994       | Adhésion             |
| Gambie                                     |                   | 25 juillet 1990      | Adhésion             |
| Georgia                                    |                   | 21 mars 1996         | Adhésion             |
| Ghana                                      | 16 septembre 1987 | 14 juillet 1992      |                      |
| Grenade                                    |                   | 31 mars 1993         | Adhésion             |
| Guatemala                                  |                   | 7 novembre 1989      | Adhésion             |
| Guinée                                     |                   | 25 juin 1992         | Adhésion             |
| Guinea Bissau                              |                   | 12 novembre 2002     | Adhésion             |
| Guyane                                     |                   | 12 août 1993         | Adhésion             |
| Haiti                                      |                   | 29 mars 2000         | Adhésion             |
| Honduras                                   |                   | 14 octobre 1993      | Adhésion             |
| Inde                                       |                   | 19 juin 1992         | Adhésion             |
| Indonésie                                  | 21 juillet 1988   | 26 juin 1992         |                      |
| Iran                                       |                   | 3 octobre 1990       | Adhésion             |
| Irak                                       |                   | 25 juin 2008         | Adhésion             |
| Jamaique                                   |                   | 31 mars 1993         | Adhésion             |
| Jordanie                                   |                   | 31 mai 1989          | Adhésion             |
| Kenya                                      | 16 septembre 1987 | 9 novembre 1998      |                      |
| Kiribati                                   |                   | 7 janvier 1993       | Adhésion             |
| Koweit                                     |                   | 23 novembre 1992     | Adhésion             |
| Kirghizistan                               |                   | 31 mai 2000          | Adhésion             |
| République démocratique populaire du lao   |                   | 21 août 1998         | Adhésion             |
| Liban                                      |                   | 31 mars 1993         | Adhésion             |
| Lesotho                                    |                   | 25 mars 1994         | Adhésion             |
| Liberia                                    |                   | 15 janvier 1996      | Adhésion             |
| Libye                                      |                   | 11 juillet 1990      | Adhésion             |
| Madagascar                                 |                   | 7 novembre 1996      | Adhésion             |
| Malawi                                     |                   | 9 janvier 1991       | Adhésion             |
| Malaisie                                   |                   | 29 août 1989         |                      |
| Maldives                                   | 12 juillet 1988   | 16 mai 1989          |                      |
| Mali                                       |                   | 28 octobre 1994      | Adhésion             |
| Iles Marshall                              |                   | 11 mars 1993         | Adhésion             |
| Mauritanie                                 |                   | 26 mai 1994          | Adhésion             |
| Maurice                                    |                   | 18 août 1992         | Adhésion             |
| Mexique                                    | 16 septembre 1997 | 31 mars 1988         | Acceptation          |
| Micronésie                                 |                   | 6 septembre 1995     | Adhésion             |
| Mongolie                                   |                   | 7 mars 1996          | Adhésion             |
| Monténégro                                 |                   | 23 octobre 2006      | Succession           |
| Maroc                                      | 7 janvier 1988    | 28 décembre 1995     |                      |
| Mozambique                                 |                   | 9 septembre 1994     | Adhésion             |
| Myanmar                                    |                   | 24 novembre 1993     | Adhésion             |
| Namibie                                    |                   | 20 septembre 1993    | Adhésion             |
| Nauru                                      |                   | 12 novembre 2001     | Adhésion             |
| Népal                                      |                   | 6 juillet 1994       | Adhésion             |
| Nicaragua                                  |                   | 5 mars 1993          | Adhésion             |
| Niger                                      |                   | 9 octobre 1992       | Adhésion             |
| Nigéria                                    |                   | 31 octobre 1988      | Adhésion             |
| Nioué                                      |                   | 22 décembre 2003     |                      |
| Macédoine du Nord                          |                   | 10 mars 1994         | Succession           |
| Oman                                       |                   | 20 juin 1999         | Adhésion             |
| Pakistan                                   |                   | 18 décembre 1992     | Adhésion             |
| Palaos                                     |                   | 29 mai 2001          | Adhésion             |
| Panama                                     | 16 septembre 1987 | 3 mars 1989          |                      |
| Papouasie-Nouvelle-Guinée                  |                   | 27 octobre 1992      | Adhésion             |
| Paraguay                                   |                   | 3 décembre 1992      | Adhésion             |
| Pérou                                      |                   | 31 mars 1993         | Adhésion             |
| Philippines                                | 14 septembre 1998 | 17 juillet 1991      |                      |
| Qatar                                      |                   | 22 janvier 1996      | Adhésion             |
| République de Corée                        |                   | 27 février 1992      | Adhésion             |
| République de Moldavie                     |                   | 24 octobre 1996      | Adhésion             |
| Rwanda                                     |                   | 11 octobre 2001      |                      |
| Saint-Kitts-et-Nevis                       |                   | 10 août 1992         | Adhésion             |
| Sainte-Lucie                               |                   | 28 juillet 1993      | Adhésion             |
| Saint-Vincent-et-les Grenadines            |                   | 2 décembre 1996      | Adhésion             |
| Samoa                                      |                   | 21 décembre 1992     | Adhésion             |
| Sao Tomé-et-Principe                       |                   | 19 novembre 2001     | Adhésion             |
| Arabie saoudite                            |                   | 1er mars 1993        | Adhésion             |
| Sénégal                                    | 16 septembre 1987 | 6 mai 1993           |                      |
| Serbie                                     |                   | 12 mars 2001         | Succession           |
| Seychelles                                 |                   | 6 janvier 1993       | Adhésion             |
| Sierra Leone                               |                   | 29 août 2001         | Adhésion             |
| Singapour                                  |                   | 5 janvier 1989       | Adhésion             |
| Ile Salomon                                |                   | 17 juin 1993         |                      |
| Somalie                                    |                   | 1er août 2001        | Adhésion             |
| Afrique du Sud                             |                   | 15 janvier 1990      | Adhésion             |
| Soudan du Sud                              |                   | 12 janvier 2012      | Adhésion             |
| Sri Lanka                                  |                   | 15 décembre 1989     | Adhésion             |
| Soudan                                     |                   | 29 janvier 1993      | Adhésion             |
| Suriname                                   |                   | 14 octobre 1997      | Adhésion             |
| République arabe syrienne                  |                   | 12 décembre 1989     |                      |
| Thaïlande                                  | 15 septembre 1988 | 7 juillet 1989       |                      |
| Timor-Leste                                |                   | 16 septembre 2009    | Adhésion             |
| Togo                                       | 16 septembre 1987 | 25 février 1991      |                      |
| Tonga                                      |                   | 29 juillet 1998      | Adhésion             |
| Trinité-et-Tobago                          |                   | 28 août 1989         | Adhésion             |
| Tunisie                                    |                   | 25 septembre 1989    | Adhésion             |
| Turquie                                    |                   | 20 septembre 1991    | Adhésion             |
| Turkménistan                               |                   | 18 novembre 1993     |                      |
| Tuvalu                                     |                   | 15 juillet 1983      | Adhésion             |
| Ouganda                                    | 15 septembre 1988 | 15 septembre 1988    |                      |
| Émirats arabes unis                        |                   | 22 décembre 1989     | Adhésion             |
| République-Unie de Tanzanie                |                   | 16 avril 1993        | Adhésion             |
| Uruguay                                    |                   | 8 janvier 1991       | Adhésion             |
| Vanuatu                                    |                   | 21 novembre 1994     |                      |
| Venezuela                                  | 16 septembre 1987 | 6 février 1989       |                      |
| Viet Nam                                   |                   | 26 janvier 1994      | Adhésion             |
| Yémen                                      |                   | 21 février 1996      |                      |
| Zambie                                     |                   | 24 janvier 1990      | Adhésion             |
| Zimbabwe                                   |                   | 3 novembre 1992      | Adhésion             |

### Parties non visées à l'article 5
| Pays                                                 | Signature         | Date de ratification | Type de ratification |
| ---------------------------------------------------- | ----------------- | -------------------- | -------------------- |
| Allemagne                                            | 16 septembre 1987 | 16 décembre 1988     |                      |
| Andorre                                              |                   | 26 janvier 2009      | Adhésion             |
| Australie                                            | 8 juin 1998       | 19 mai 1989          |                      |
| Autriche                                             | 29 août 1988      | 3 mai 1989           |                      |
| Azerbaidjan                                          |                   | 12 juin 1996         | Adhésion             |
| Bélarus                                              | 22 janvier 1988   | 31 octobre 1988      | Acceptation          |
| Belgique                                             | 16 septembre 1987 | 30 décembre 1988     |                      |
| Bulgarie                                             |                   | 20 novembre 1989     |                      |
| Canada                                               | 16 septembre 1987 | 30 juin 1988         |                      |
| Croatie                                              |                   | 21 septembre 1992    | Succession           |
| Chypre                                               |                   | 28 mai 1992          | Adhésion             |
| République tchèque                                   |                   | 30 septembre 1993    |                      |
| Danemark                                             | 16 septembre 1987 | 16 décembre 1988     |                      |
| Espagne                                              | 21 juillet 1988   | 16 décembre 1988     |                      |
| Estonie                                              |                   | 17 octobre 1996      | Adhésion             |
| Union européenne                                     | 16 septembre 1987 | 16 décembre 1988     | Approbation          |
| Finlande                                             | 16 septembre 1987 | 23 décembre 1988     | Approbation          |
| France                                               | 16 septembre 1987 | 28 décembre 1988     | Approbation          |
| Grèce                                                | 29 octobre 1987   | 29 décembre 1988     |                      |
| Saint-Siège                                          |                   | 5 mai 2008           | Adhésion             |
| Hongrie                                              |                   | 20 avril 1989        | Adhésion             |
| Islande                                              |                   | 29 août 1989         | Adhésion             |
| Israel                                               | 14 janvier 1988   | 30 juin 1992         |                      |
| Italie                                               | 16 septembre 1987 | 16 décembre 1988     |                      |
| Japon                                                | 16 septembre 1987 | 30 septembre 1998    | Acceptation          |
| Kazakhstan                                           |                   | 26 août 1998         | Adhésion             |
| Lettonie                                             |                   | 28 avril 1995        | Adhésion             |
| Liechtenstein                                        |                   | 8 février 1989       | Adhésion             |
| Lituanie                                             |                   | 18 janvier 1995      | Adhésion             |
| Luxembourg                                           | 29 janvier 1988   | 17 octobre 1988      |                      |
| Malte                                                | 15 septembre 1988 | 29 décembre 1998     |                      |
| Monaco                                               |                   | 12 mars 1993         | Adhésion             |
| Pays-Bas                                             | 16 septembre 1987 | 16 décembre 1988     | Acceptation          |
| Nouvelle-Zélande                                     | 16 septembre 1987 | 21 juillet 1988      |                      |
| Norvège                                              | 16 septembre 1987 | 24 juin 1988         |                      |
| Pologne                                              |                   | 13 juillet 1990      | Adhésion             |
| Portugal,                                            | 16 septembre 1987 | 17 octobre 1988      |                      |
| Roumanie                                             |                   | 27 janvier 1993      | Adhésion             |
| Fédération de Russie                                 | 29 décembre 1987  | 10 novembre 1988     | Acceptation          |
| Saint-Martin                                         |                   | 23 avril 2009        | Adhésion             |
| Slovaquie                                            |                   | 28 mai 1993          | Succession           |
| Slovénie                                             |                   | 6 juillet 1992       | Succession           |
| Palestine                                            |                   | 18 mars 2019         | Adhésion             |
| Suède                                                | 16 septembre 1987 | 29 juin 1988         |                      |
| Suisse                                               | 16 septembre 1987 | 28 décembre 1988     |                      |
| Tadjikistan                                          |                   | 7 janvier 1998       | Adhésion             |
| Ukraine                                              | 18 février 1988   | 20 septembre 1988    | Acceptation          |
| Royaume-Uni de Grande-Bretagne et d'Irlande du Nord, | 16 septembre 1987 | 16 décembre 1998     |                      |
| États-Unis d'Amérique                                | 16 septembre 1987 | 21 avril 1988        |                      |
| Ouzbékistan                                          |                   | 18 mai 1993          | Adhésion             |

## Article 7 - Communication des données au Secrétariat
Chaque pays, étant souverains sur son territoire, ne se voit pas imposer une méthodologie quant à la collection des données. Ainsi, les pays doivent communiquer les données recueillies ou les meilleures estimations possibles. Les données fournies par les parties figurent sur le site web de l'UNEP.

## Article 8 - Non-respect des obligations du Protocole
Le texte du protocole de Montréal prévoit que des « procédures et des mécanismes institutionnels » seront examinés et approuvés par les parties lors de leur première réunion.
La procédure applicable en cas de non-respect fut adoptée le 25 novembre, à Copenhague.
En octobre 1994, la fédération de Russie active le mécanisme du protocole de Montréal afin de bénéficier du traitement favorable des pays en développement tel que prévu par l'article 5. Le Comité ne retient cependant pas l'argument de la Russie.

## Article 11 - Réunions des parties au protocole de Montréal
L'article 11 du Protocole permet aux pays de tenir des réunions à des intervalles réguliers. Depuis 1985, 31 réunions se sont tenues à travers le monde. Du 4 au 8 novembre 2019 la 31e réunion se déroule à Rome. La 32e s'effectue en visioconférence du 23 au 27 novembre 2020.
À l'occasion des réunions, les pays passent en revue l'application du Protocole, décident des ajustements à faire et des substances à ajouter, établissent les lignes directives et procédures de communication des informations, examinent les demandes d'assistance technique, examinent les différents rapports des Comités, adoptent le budget pour l'application du Protocole et examinent toute mesure supplémentaire.

## Amendements
Le protocole de Montréal prévoit que les États parties peuvent adopter des amendements et des ajustements. Un amendement permet de réglementer une nouvelle substance et de déterminer un calendrier de réduction à son sujet. Un amendement ne lie que les parties au protocole qui décident de le ratifier. Jusqu’à présent, le Protocole a fait l’objet de cinq amendements : 
| Réunion des parties | Ajustement      | Amendement       | Nombre de ratifications | Commentaires |
| ------------------- | --------------- | ---------------- | ----------------------- | --- |
| Londres (1990)      | 7 mars 1991     | 10 août 1992     | 197                     | L'Amendement de Londres opère trois séries de réformes importantes : 1. Réformes importantes sur le calendrier de réduction des SAO ; 2. Établissement d'un mécanisme d'aide financière bénéficiant aux pays visés à l'article 5 ; 3. Introduction de nouveaux produits sur la liste des SAO. L'objectif des parties à Londres est d'introduire l'élimination des SAO en tenant compte des compétences scientifiques de l'époque. De plus, le processus, via la création d'un Fonds multilatéral d'assistance, tenait maintenant en compte des considérations économiques, logistiques, ainsi que des pays visés à l'article 5. Au niveau des CFC, le délai d'élimination est maintenant de 10 ans (soit pour l'an 2000) ; tandis que pour les halons, l'objectif visé est de réduire de 50 % la production comparativement au niveau de 1989, pour éventuellement les éliminer pour 2000. Finalement, d'autres substances chimiques furent ajoutées (notamment le tétrachlorométhane et le méthylchloroforme). |
| Copenhague (1992)   | 23 octobre 1993 | 23 octobre 1993  | 197                     | Il accélère l’élimination de plusieurs substances telles que le bromure de méthyle, l' hydrobromofluorométhane ou HBFC et les HCFC. |
| Montréal (1997)     | 4 juin 1998     | 10 novembre 1999 | 197                     | Il bannit l’importation ou l’exportation de certaines substances et établit un système mondial de licences pour contrôler le commerce international des substances réduisant la couche d’ozone. |
| Beijing (1999)      | 28 juillet 2000 | 25 février 2002  | 197                     | Les parties ajoutèrent le bromochlorométhane, une substance principalement utilisée contre les incendies. Quant au bromure de méthyle les parties doivent dorénavant déclarer les quantités utilisées à des fins de quarantaine et le traitement préalable avant expédition. |
| Kigali (2016)       | 15 octobre 2016 | 1er janvier 2019 | 69                      | Il vise une réduction à court terme, et une élimination d'ici 2047, des HFC, qui sont utilisées comme solutions de remplacement des substances qui appauvrissent la couche d'ozone, mais qui sont de puissants gaz à effet de serre dotés d'un considérable potentiel de réchauffement global (PRG). |